# Elton Dean (álbum)
Elton Dean (1971) es el álbum debut del saxofonista inglés del mismo nombre. Fue reeditado en 1998 bajo el título Just Us.

## Lista de canciones
Todas las piezas compuestas por Dean.
1. «Ooglenovastrome»
2. «Something Passed Me By»
3. «Blind Badger»
4. «Neo-Caliban Grides»
Una versión grabada en vivo meses antes se incluye en Grides (2006).
5. «Part: The Last»[1][2]

## Personal
- Elton Dean – saxofón alto, saxello, piano eléctrico
- Neville Whitehead - bajo eléctrico
- Mark Charig – corneta
- Phil Howard – batería

Músicos adicionales
- Mike Ratledge – piano eléctrico, órgano (3 y 4)
- Roy Babbington - bajo (3 y 4)